# Eleccions presidencials de la República de la Xina de 1990
Les eleccions presidencials de la República de la Xina de 1990 (1990年中華民國總統選舉) van ser unes eleccions presidencials i vicepresidencials celebrades el 21 de març de 1990 al territori de la província de Taiwan, a la República de la Xina. Foren les darreres eleccions presidencials indirectes en la història de Taiwan. La votació tingué lloc al Pavelló Chung-Shan, a Yangmingshan, Taipei. El fins aleshores President, Lee Teng-hui, fou reelegit juntament amb el Secretari General del President, Lee Yuan-tsu, aquest com a Vicepresident. D'acord amb les disposicions transitòries contra la rebel·lió comunista, eren elegibles per a votar en aquests comicis els diputats de l'Assemblea Nacional electes als comicis de 1947, 1969 i 1986. Un total de 783 delegats confirmaren la seua assistència a la sessió de votació.
L'aleshores President Lee Teng-hui havia servit com a Vicepresident sota el govern de Chiang Ching-kuo, succeint-lo després de la mort d'aquest al càrrec l'any 1988. Després de la mort de Chiang, començà una lluita entre les diferents faccions del Partit Nacionalista (PN) per tal d'elegir el successor de Chiang i futur presidenciable. Mentres que Lee Teng-hui i Lee Yuan-tsu van rebre la confirmació oficial del partit al febrer de 1990, una candidatura formada per Lin Yang-kang i Chiang Wei-kuo fou presentada i recolzada per altres faccions del partit fins que el 9 de març Lin renuncià a ser candidat.
El principal partit de l'oposició, el Partit Progressista Democràtic (PPD), inicià una campanya reclamant l'elecció directa del President, presentant il·legalment com a hipotètic presidenciable a l'activista Huang Hua. El moviment estudiantil Lliri Salvatge, liderat per estudiants de la Universitat Nacional de Taiwan, també va fer una crida per unes eleccions directes a president i vicepresident i unes noves i populars eleccions per a triar a tots els diputats a l'Assemblea Nacional. Després de les eleccions, Lee derogà les disposicions transitòries contra la rebel·lió comunista i pressionà a favor d'una sencera i efectiva democratització.

## Resultats

### Presidencials
| Candidat      | Candidat      | Partit                   | Vots | %      |
| ------------- | ------------- | ------------------------ | ---- | ------ |
|               | Lee Teng-hui  | Partit Nacionalista (PN) | 641  | 100%   |
| Total         | Total         | Total                    | 641  | 100%   |
| Vots vàlids   | Vots vàlids   | Vots vàlids              | 641  | 95,96% |
| Vots invàlids | Vots invàlids | Vots invàlids            | 27   | 4,04%  |
| Vots totals   | Vots totals   | Vots totals              | 668  | 100%   |
| Participació  | Participació  | Participació             | 738  | 90,51% |

### Vicepresidencials
| Candidat      | Candidat      | Partit                   | Vots | %      |
| ------------- | ------------- | ------------------------ | ---- | ------ |
|               | Lee Yuan-tsu  | Partit Nacionalista (PN) | 602  | 100%   |
| Total         | Total         | Total                    | 602  | 100%   |
| Vots vàlids   | Vots vàlids   | Vots vàlids              | 602  | 93,77% |
| Vots invàlids | Vots invàlids | Vots invàlids            | 40   | 6,23%  |
| Vots totals   | Vots totals   | Vots totals              | 642  | 100%   |
| Participació  | Participació  | Participació             | 738  | 86,99% |